# Darja Leonidowna Wirolainen
Darja Leonidowna Wirolainen (russisch Дарья Леонидовна Виролайнен, geborene Резцова Reszowa, in englischer Transkription Daria Leonidovna Virolaynen bzw. Reztsova; * 24. Januar 1989 in Moskau) ist eine russisch-finnische Biathletin.

## Karriere
Darja Wirolainen gab ihr internationales Debüt bei den Sommerbiathlon-Weltmeisterschaften 2010 in Duszniki-Zdrój. Bei den Juniorenrennen wurde sie Fünfte des Sprintrennens aus Rollskiern und verbesserte sich im darauf basierenden Verfolgungsrennen dank einer fehlerlosen Schießleistung auf den ersten Platz.
Ab der Saison 2010/11 startete die Russin im IBU-Cup. Bei ihrem ersten Rennen, einem Sprint in Obertilliach, wurde sie Elfte, im folgenden Verfolgungsrennen verbesserte sie sich auf einen achten Rang und damit auf eine erste einstellige Platzierung. In Annecy konnte sie ihre Bestleistung bis auf einen sechsten Rang in einem Einzel verbessern. In der Saison-Gesamtwertung der Verfolgungsrennen wie auch der Einzel erreichte sie zehnte Plätze, in der Gesamtwertung aller Rennen wurde sie 23.
Erste internationale Meisterschaft bei den Frauen wurden die Europameisterschaften 2012 im slowakischen Osrblie. Im Einzel belegte sie den 21. Platz.
Nach den Olympischen Winterspielen 2014 von Sotschi rückte Wirolainen in das russische Weltcup-Team auf. Bei ihrem ersten Einsatz in der höchsten Rennserie, einem Sprint in Pokljuka, verpasste sie hinter der erstmals siegreichen Katharina Innerhofer als Zweitplatzierte nur knapp einen sofortigen Sieg. Bereits vor den Spielen hatte Wirolainen bei den Biathlon-Europameisterschaften 2014 in der Verfolgung die Bronzemedaille gewonnen.
Die Saison 2014/15 war rückblickend ihre beste Saison im Weltcup. Ihr bestes Ergebnis feierte sie am 24. Januar in der Verfolgung von Antholz, wo sie mit einem Schießfehler Platz 2 hinter Darja Domratschawa belegte. Tags zuvor war sie im Sprint noch Elfte geworden. Auch bei den Biathlon-Weltmeisterschaften in Kontiolahti konnte sie mit Platz 5 im Einzel einen Erfolg feiern. In der Gesamtwertung belegte sie den 15. Rang und war damit im Nachhinein beste Russin, nachdem ihrer Teamkollegin Jekaterina Glasyrina der 13. Rang wegen Dopings aberkannt wurde.
Die darauffolgende Saison lief für sie ähnlich erfolgreich wie die vorherige. Sie gehörte weiter fest zum Weltcupteam und war in den Staffeln gesetzt. Allerdings konnte sie nur ein Top-10-Ergebnis erlangen, nämlich im Sprint von Pokljuka kurz vor Weihnachten, wo sie Zehnte wurde. Bei den Biathlon-Weltmeisterschaften in Oslo am Holmenkollen fuhr sie für sie unterdurchschnittliche Ergebnisse, das beste war ein 37. Rang in der Verfolgung.
Zu Beginn der Saison 2016/17 startete Wirolainen nur im IBU-Cup, wo sie bis zu den Europameisterschaften in Duszniki fünf Podiumsplatzierungen, davon einen Sieg, vorweisen konnte. Auch bei eben diesen Europameisterschaften war sie erfolgreich und holte sich gemeinsam mit Jewgeni Garanitschew den Titel in der Single Mixed-Staffel. Nachdem sie zwei weitere Siege und einen zweiten Platz im IBU-Cup erreicht hatte, durfte sie an den letzten beiden Weltcups der Saison teilnehmen. In ihrem ersten Rennen, dem Sprint von Kontiolahti, wurde sie als beste Russin direkt vierte, was ihr bestes Saisonergebnis war.
2017/18 war sie die längste Zeit wieder dem Weltcupteam zugehörig. Nach einem schwachen Saisonstart und einer Auszeit im IBU-Cup, wo sie in der Verfolgung von Lenzerheide Zweite wurde, kam sie zum neuen Jahr wieder in den Weltcup und lieferte wieder regelmäßig Top-30-Platzierungen ab. Dazu schrammte sie mit der Staffel bzw. Mixed-Staffel zweimal mit Rang 4 nur knapp am Podium vorbei. An den Olympischen Winterspielen 2018 in Pyeongchang nahm sie nicht teil. Ihr bestes Saisonergebnis erreichte sie bei ihrem Heimweltcup in Tjumen, wo sie in der Verfolgung Siebte wurde. Im Gesamtweltcup belegte sie am Ende den 36. Rang. Nach 2018 nahm sie an keinen internationalen Wettkämpfen mehr teil.
Nachdem Darja Wirolainen bereits seit 2016 in Finnland gewohnt hatte, nahm sie 2021 die finnische Staatsbürgerschaft an. 2023 erteilte die Internationale Biathlon-Union ihr die Erlaubnis, Finnland auf internationaler Ebene vertreten zu dürfen.
Daraufhin bestritt sie in der Saison 2023/24 erstmals seit sechs Jahren wieder internationale Wettkämpfe. Sie nahm an Veranstaltungen des IBU-Cups und des Weltcups teil sowie an der Europameisterschaft und der Weltmeisterschaft.

## Familie
Wirolainen ist die Tochter der erfolgreichen russischen Biathletin der 90er-Jahre, Anfissa Reszowa. Ihr Vater ist der Biathlontrainer Leonid Reszow. Sie hat drei Geschwister, von denen die jüngere, Kristina, ebenfalls aktive Biathletin ist.
Seit 2007 ist sie mit dem ehemaligen belarussischen Langläufer Raman Wiralajnen verheiratet. Mit ihm hat sie zwei Söhne.

## Biathlon-Weltcup-Platzierungen
Die Tabelle zeigt alle Platzierungen (je nach Austragungsjahr einschließlich Olympische Spiele und Weltmeisterschaften).
- 1.–3. Platz: Anzahl der Podiumsplatzierungen
- Top 10: Anzahl der Platzierungen unter den ersten zehn (einschließlich Podium)
- Punkteränge: Anzahl der Platzierungen innerhalb der Punkteränge (einschließlich Podium und Top 10)
- Starts: Anzahl gelaufener Rennen in der jeweiligen Disziplin
- Staffel: inklusive Mixed- und Single-Mixed-Staffeln

| Platzierung               | Einzel | Sprint | Verfolgung | Massenstart | Staffel | Gesamt |
| ------------------------- | ------ | ------ | ---------- | ----------- | ------- | ------ |
| 1. Platz                  |        |        |            |             |         |        |
| 2. Platz                  |        | 1      | 1          |             |         | 2      |
| 3. Platz                  |        |        |            |             |         |        |
| Top 10                    | 1      | 4      | 3          | 3           | 9       | 20     |
| Punkteränge               | 4      | 28     | 17         | 11          | 14      | 74     |
| Starts                    | 7      | 33     | 22         | 11          | 14      | 87     |
| Stand: Saisonende 2023/24 |        |        |            |             |         |        |